# Mandriva Linux
A Mandriva Linux (előzőleg Mandrake Linux) a Mandriva cég által készített népszerű Linux disztribúció. 2013 óta OpenMandriva néven fejlesztik tovább.
Az 5.1-es első kiadást 1998 júliusában tette közzé Gael Duval, aki egyben a MandrakeSoft egyik társalapítója is. Ez a kiadás a Red Hat Linuxra és a KDE 1.0-ra alapult. Ebből adódóan  a Mandriva Linux RPM alapú. Mára egy önálló disztribúcióvá nőtte ki magát saját beállító programokkal. Főbb erényei a rendkívül könnyű telepíthetőség és a felhasználóbarátság, valamint a nagyon erős nyelvi támogatás (több mint 70 nyelvet támogat részben vagy egészen). Ezért nagyon alkalmas asztali, azaz desktop operációs rendszernek. További jellegzetessége, hogy Pentium vagy attól jobb processzorokra (i586) van fordítva, így nem fut 386 vagy 486-os gépeken. Ezenkívül a Mandriva fut Alpha AXP, PowerPC, SPARC és IA-64 rendszereken is.
2015. május 22-én megindult a csődeljárás a Mandriva ellen.

## A névváltoztatásról
A New York székhelyű média vállalat, a Hearst Corporation tulajdonát képezi a King Features Syndicate. E vállalat tulajdona többek közt több mint 150 képregény, ezek egyike Mandrake a varázsló (Mandrake le magicien) képregényfigura. Beperelték az akkor még MandrakeSoft néven futó francia céget, mivel szerintük a Mandrake Linux pingvinje és cilindere sértette a King Features jogait. Ezenkívül a franciák fejlesztettek Lothar néven egy terméket, ám Mandrake varázsló legjobb barátját is Lotharnak hívják. A bajt elkerülendő változtatták meg előbb Linux-Mandrake-ről Mandrake Linuxra majd Mandrakelinuxra a disztribúció nevét. 2003 decemberében a francia bíróság a képregényíró vállalat javára döntött. Az ítéletnek eleget téve, valamint a Conectivaval való egyesülés után változtatták Mandrivara a disztribúció és a cég nevét.

## Fejlesztési ciklusok
A Mandriva Linuxnak félévenként jelent meg új változata a 2005 őszén megjelent Mandriva 2006 című kiadásig. Ezután áttértek az éves kiadási ciklusokra. Az egyes kiadásokba bekerült csomagokat csak javítják de nagyobb verzió váltás nincs a kiadások között (point release), pl. miután megjelent 10.1-es Mandrake kijött a GIMP 2.2-es változata. Ez csak a 10.2-es Mandriva-nak lett hivatalosan is része.
A 2007-es kiadástól ismét változott a kiadási ciklus. Visszatértek a félévenkénti kiadásokhoz de a második kiadás (2007.1 vagy más néven Mandriva Spring) az első alapjaira épül pl ugyanaz a kernel, glibc stb.

## Kiadások
A Mandriva fejlesztői fáját Cookernek hívják ezek a csomagok csak tesztelőknek valók, hetente jelennek meg új Cooker snapshotok. Ezt a fát fagyasztják be és javítják amíg elég stabil lesz. Kiadnak több beta és RC (Release Candidate) verziót is a tesztelés során amíg megfelelően stabil nem lesz akkor adják ki a végleges Official verziót. Az összes kiadás először csak klubtagoknak érhető el, nyilvános letöltésre csak ezek után pár héttel rakják ki. Az ftp szervereken ezen kívül található Community ág is. Ebbe az ágba kerülnek nem hivatalos javítások is ezért ez hivatalosan nem támogatott.
A 2007-es kiadással megszűnt a Community ág valamint a fizetős klubtagság is, és egyidőben lehet letölteni a disztrót mindenkinek.

## Mandriva Club
A cég nehéz pénzügyi helyzetét orvosolandó hozták létre a Mandriva Clubot. Ez segített kilábalni a(z akkor még) MandrakeSoftnak a csődveszélyből. Lényege volt, hogy bizonyos havi díjért újabb szolgáltatásokhoz jutott a klubtag: több hivatalos csomag, fizetős szoftverek, meghajtók stb.
Mivel a fizetős klubtagság megszűnt manapság a klub ugyanazt a szerepet látja el mint bármely más Linux disztribúció közösségi portálja.

## Termékek

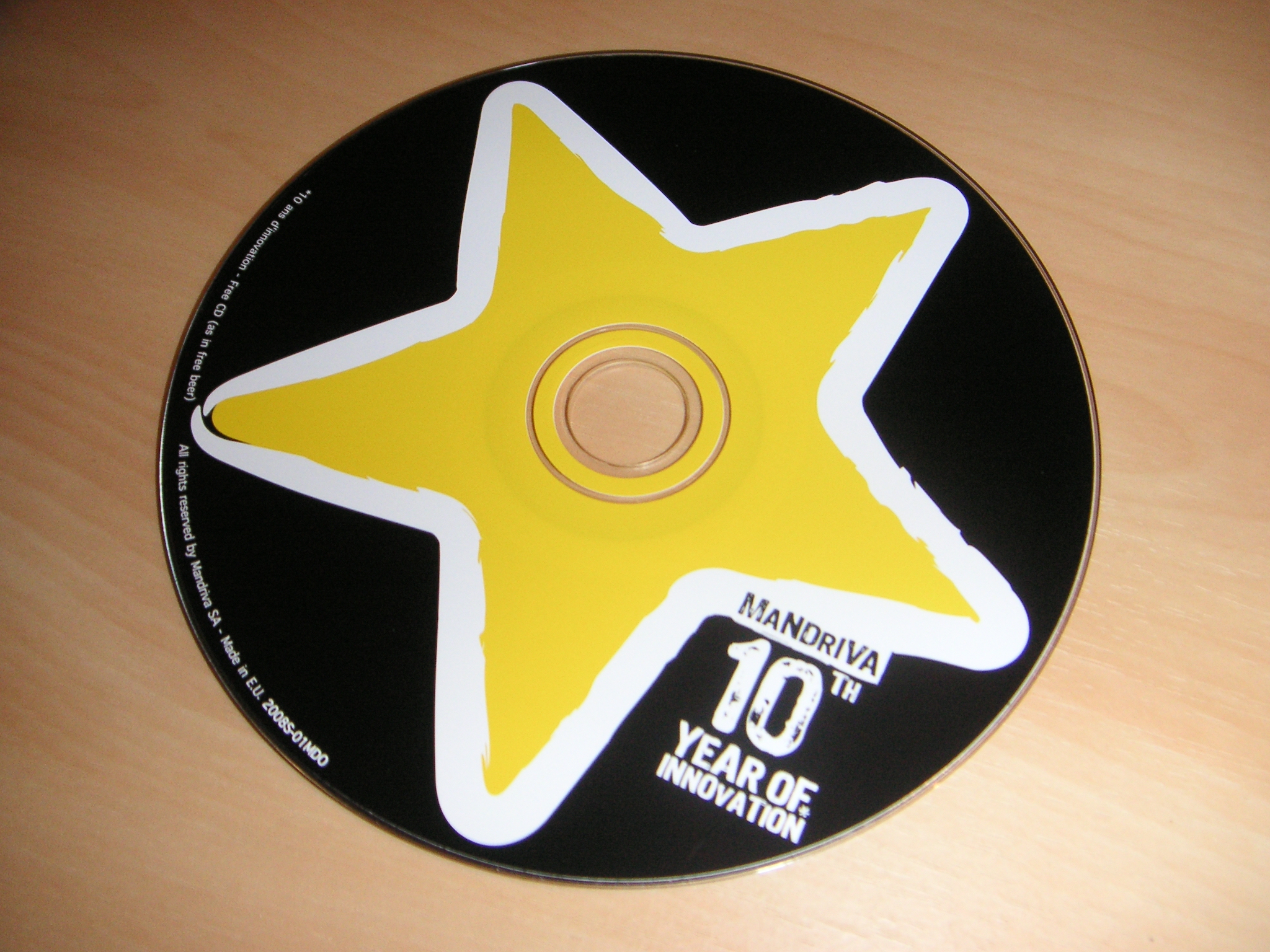
Mandrive One Live CD 2008.1

Ingyenesen letölthető a 3 CDs vagy 1 DVDs Free Edition, amely csak nyílt forrású programokat tartalmaz:
- Live CD, merevlemezre telepíthető.

További fizetős termékek: 
- PowerPack
- Corporate Server
- Corporate Desktop
- Linbox Rescue Server
- Mandriva Directory Server
- Pulse